# 赖格尔
赖格尔（Raigarh）是印度切蒂斯格尔邦赖格尔县的一个城镇，亦是该县首府。总人口110987（2001年）。

## 人口
该地2001年总人口110987人，其中男性57465人，女性53522人；0—6岁人口14786人，其中男7722人，女7064人；识字率70.69%，其中男性为78.52%，女性为62.28%。